# Złoty wiek Polski

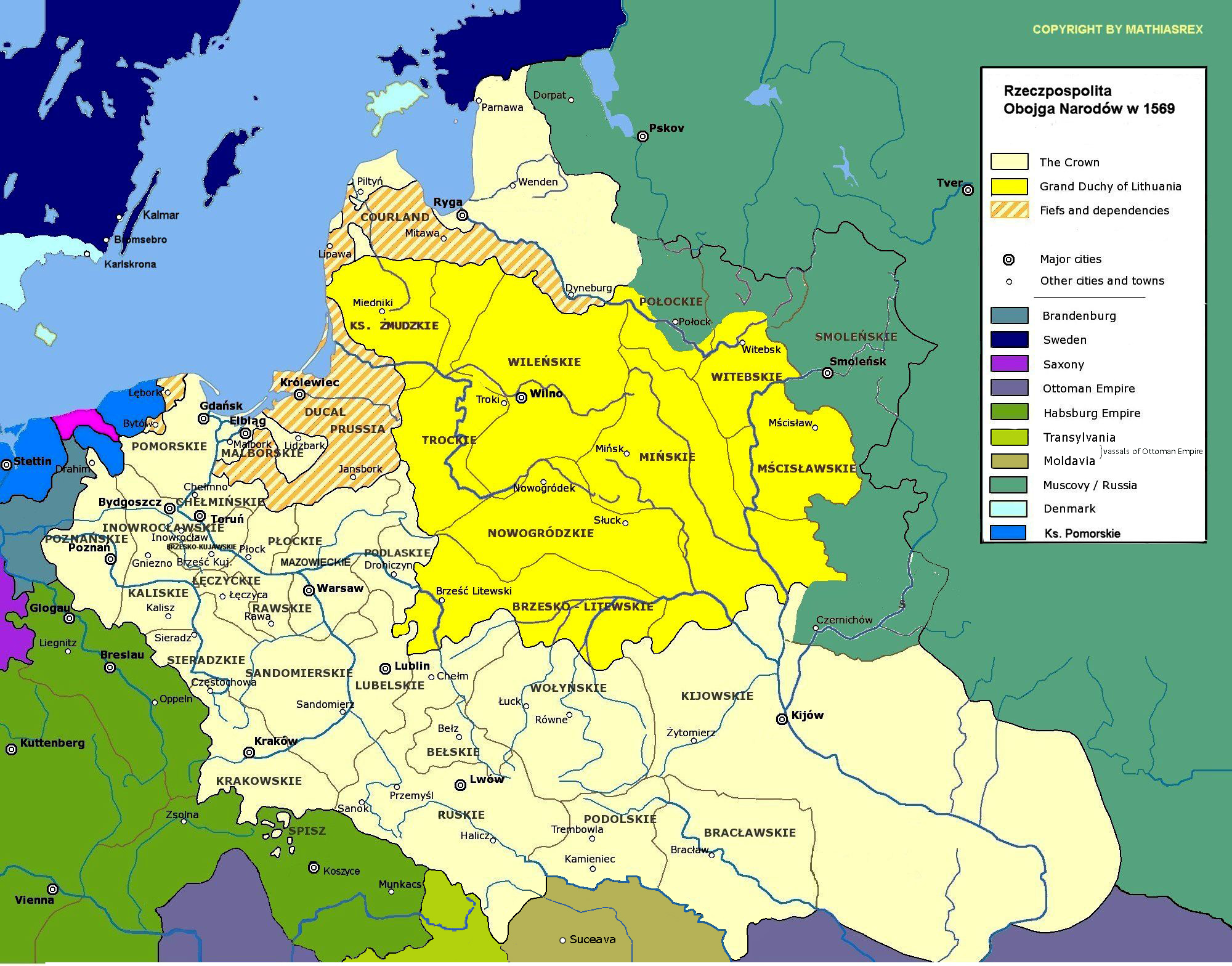
Rzeczpospolita po unii lubelskiej w 1569 r.

Wiek XVI jest nazywany złotym wiekiem dziejów Polski. W połowie tego wieku państwo polsko-litewskie obejmowało prawie 1 mln km² powierzchni i liczyło około 11 milionów mieszkańców, będąc jednym z największych (wraz z Rosją oraz Imperium Osmańskim) państw Europy, potęgą polityczną, militarną i ekonomiczną, dostawcą drewna i produktów rolnych do zachodniej Europy (przez to nazywane także spichlerzem Europy). Transport towarów odbywał się Wisłą, eksportowane były przez Gdańsk, a dostarczały je rozrastające się folwarki pańszczyźniane. Rozwijało się także rzemiosło i handel, wzrastała liczba i wielkość miast.
Rozwój gospodarczy sprzyjał rozwojowi kultury, wyznaczanemu przez renesansowy humanizm i reformację. Polacy osiągnęli w nauce i sztuce poziom europejski. Działali wtedy: pisarze polityczni Andrzej Frycz Modrzewski, Piotr Skarga, poeci Jan Kochanowski, Łukasz Górnicki, Jan Dantyszek, Mikołaj Rej, który pierwszy porzucił łacinę na rzecz języka polskiego, oraz Mikołaj Kopernik, który udowodnił prawdziwość heliocentrycznej budowy Układu Słonecznego. Swoje miejsce w historii znalazł również Stańczyk, nadworny błazen króla Zygmunta I Starego. W budownictwie rozwinął się polski styl renesansowy. Jego najlepsze osiągnięcia to Kaplica Zygmuntowska na Wawelu i krużganki arkadowe wokół dziedzińca na Wawelu oraz attyki na mieszczańskich kamieniczkach w Kazimierzu Dolnym, Krakowie, Zamościu i wielu innych miastach.
Na arenie międzynarodowej Rzeczpospolita Obojga Narodów miała silną pozycję. Gdy w innych krajach europejskich rozwijał się absolutyzm, w Polsce tworzył się ustrój demokracji szlacheckiej. Panująca szlachta utożsamiała się z narodem, a pojęcie „Rzeczpospolita” oznaczało nie republikę, lecz monarchię parlamentarną szlacheckiej wspólnoty. Z praw stanowych najważniejsze były prawa nietykalności osobistej, nienaruszalności mienia, również wolności wyznania, ale tylko dla stanu szlacheckiego. Szlachta obejmowała 8–10% ludności, a składały się na nią: gołota – bez żadnej majętności, szlachta zagrodowa – pracująca na swych gospodarstwach, średnia – posiadająca do kilku, kilkunastu wsi, magnateria polska – z posiadłościami nawet kilkuset wsi, osiedli i miast.
Mieszczaństwo było bardzo silnie zróżnicowane pod względem zamożności. Bogatsi budowali okazałe kamieniczki z podcieniami, ich dzieci uczyły się w gimnazjach humanistycznych, a nawet na zagranicznych uniwersytetach. Parający się rzemiosłem rękodzielniczym, czy drobnym handlem oraz wyrobnicy żyli w ubóstwie. Znaczną rolę w miastach odgrywali Żydzi, którzy od połowy XIV w. napłynęli falami z zachodniej Europy, gdzie okresowo występowały prześladowania. Za Kazimierza Wielkiego uzyskali oni poważne przywileje osadnicze, jakie ułatwiały im działalność gospodarczą, zwłaszcza handel i rzemiosło oraz nabywanie gruntów i nieruchomości. Żydzi pełnili funkcję pośredników pomiędzy miastem a wsią, pomiędzy szlachtą i mieszczaństwem a chłopstwem. Prowadzili karczmy, gorzelnie, handel jarmarczny i domokrążny, trudnili się lichwiarstwem (pożyczkami na procent), byli dzierżawcami i zarządcami majątków szlacheckich itp.
Natomiast sytuacja kmieci, stosunkowo dobra na początku stulecia, pogarszała się stopniowo, wskutek narastających obciążeń pańszczyźnianych. Rosła nędza chłopów, jej wyznacznikiem były kurne chaty z drewna, chrustu i gliny, kryte słomą, oraz legowiska do spania na zapiecku. Toteż liczni chłopi uciekali z pańszczyźnianych wsi i osiedlali się w Karpatach, borach mazowieckich, a potem głównie na Ukrainie. Tam przyłączali się do buntów, wzniecanych przez Kozaków przeciwko dworom szlacheckim i magnackim.
Za panowania Zygmunta I Starego dotarły również do Rzeczypospolitej reformatorskie nauki Marcina Lutra i Jana Kalwina z zachodniej Europy. Już w latach dwudziestych luteranizm przyjęty został w Gdańsku, a kalwinizm stał się od połowy XVI w. popularny w kręgach szlachty w Małopolsce i na Litwie. Jednym z odłamów tego wyznania byli bracia polscy, których potocznie nazywano „arianami”. Ich głównym ośrodkiem religijno-społecznym do 1638 r. było miasto Raków na Kielecczyźnie, gdzie posiadali drukarnie, gimnazjum i kilka zborów. Natomiast za Zygmunta II Augusta zawitała do Korony także kontrreformacja. Jej realizatorami stały się przede wszystkim nowo powstałe zakony jezuitów i zakładane przez nich liczne szkoły średnie (kolegia jezuickie), nawracające braci polskich z powrotem na katolicyzm.
XVII wiek bywa określany jako Srebrny wiek.